# Alban Préaubert

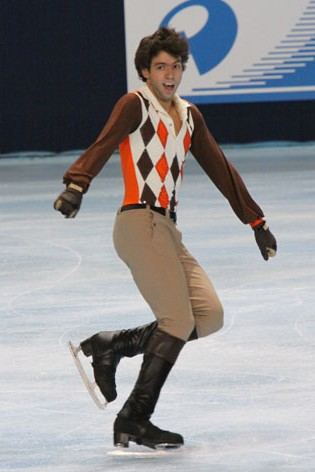
Préaubert bei der Trophée Eric Bompard 2009

Alban Préaubert (* 20. September 1985 in Grenoble) ist ein ehemaliger französischer Eiskunstläufer, der im Einzellauf startete.
Er wurde in den Jahren 2006 und 2008 bis 2011 jeweils Dritter bei den französischen Meisterschaften. Sein Debüt bei Welt- und Europameisterschaften hatte er im Jahr 2006 und beendete es auf dem achten, bzw. sechsten Platz. Bei Weltmeisterschaften blieb dieser achte Platz sein bestes Ergebnis. Im Jahr darauf wurde er Elfter und 2008 musste er zurückziehen. Danach konnte er sich gegen die starke nationale Konkurrenz wie Brian Joubert, Yannick Ponsero und Florent Amodio nicht mehr für eine Weltmeisterschaft oder auch die Olympischen Spiele qualifizieren. An Europameisterschaften dagegen nahm er regelmäßig teil. Sein bestes Ergebnis dort war der fünfte Platz 2009 in Helsinki. 2011 gab Préaubert seinen Rücktritt vom Wettkampfsport bekannt.

## Ergebnisse
| Wettbewerb / Jahr            | 2002 | 2003 | 2004 | 2005 | 2006 | 2007 | 2008 | 2009 | 2010 | 2011 |
| ---------------------------- | ---- | ---- | ---- | ---- | ---- | ---- | ---- | ---- | ---- | ---- |
| Weltmeisterschaften          |      |      |      |      | 8.   | 11.  | Z    |      |      |      |
| Europameisterschaften        |      |      |      |      | 6.   | 6.   | 10.  | 5.   | 7.   | 10.  |
| Juniorenweltmeisterschaften  |      | 3.   | 4.   | 9.   |      |      |      |      |      |      |
| Französische Meisterschaften | 7. J | 2. J | 1. J | 6.   | 3.   |      | 3.   | 3.   | 3.   | 3.   |

- Z = Zurückgezogen / J = Junioren